# Pirimidona
Pirimidona é o nome dado a ambos os dois compostos heterocíclicos com a fórmula C4H4N2O: 2-pirimidona e 4-pirimidona. Os compostos podem também ser chamados de  2-hidroxipirimidina ou 4-hidroxipirimidina respectivamente, baseado em uma pirimidina substituída, ou anel 1,3-diazina.

## Derivados
Derivados de pirimidona são a base de muitas outras moléculas biológicas, incluindo:
- Nucleobases, tais como a citosina
- Barbituratos, tais como o metarbital

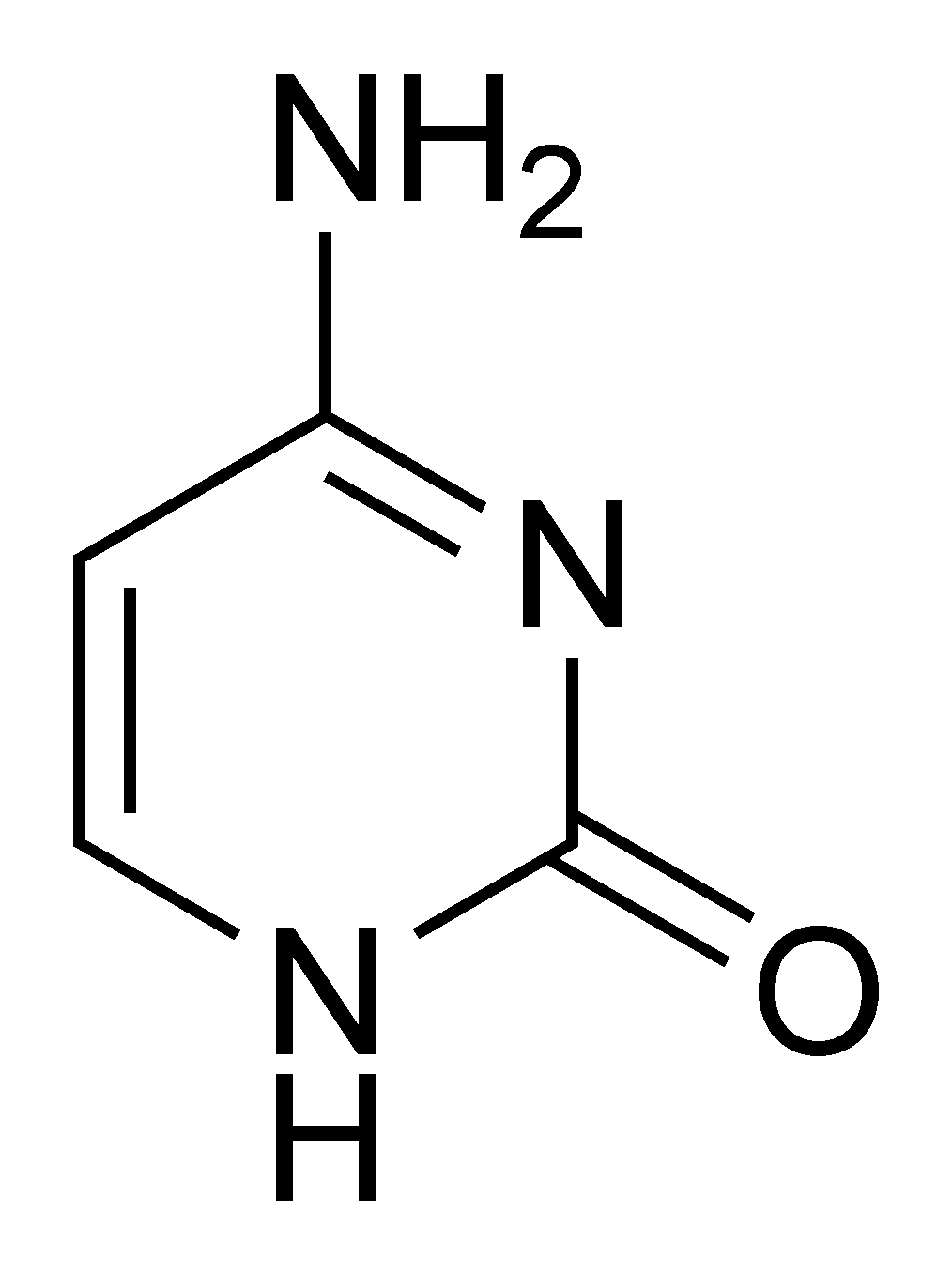
Citosina
Metarbital